# تيم بنجامين
تيم بنجامين (بالإنجليزية: Tim Benjamin)‏ هو ملحن بريطاني، ولد في 14 سبتمبر 1975.